# Richard Lower (Mediziner, 1929)
Richard Rowland Lower (* 15. August 1929 in Detroit; † 17. Mai 2008 in Twin Bridges, Montana) war ein US-amerikanischer Herzchirurg, der zu den Pionieren der Herztransplantation zählte. 

## Leben
Richard R. Lower studierte am Amherst College und der Cornell University (M. D. 1955). Er war Assistenzprofessor für Chirurgie an der Stanford University, wo er mit Norman E. Shumway (mit dem er befreundet war) schon ab den 1950er Jahren an der Technik der Herztransplantation forschte (damals als Resident). 1959 transplantierte ein Herz bei einem Hund, der acht Tage überlebte, während vorher die Hunde meist nur Stunden überlebten. Im Jahr 1960 war ihm und N. E. Shumway mit der Goldberg-Technik (benannt nach M. Goldberg) eine Implantationsmethode der orthotopen Herztransplantation gelungen, die ein Überleben der Hunde bis zu 21 Tage ermöglichte. Er ging 1965 ans Medical College of Virginia in Richmond (Virginia), wo er 1967 eine volle Professur für Chirurgie erhielt. 1989 ging er in den Ruhestand. 
Er gehörte zu den US-amerikanischen Chirurgen, die Mitte der 1960er Jahre kurz vor der Durchführung einer Herztransplantation standen, als ihm Christiaan Barnard, der noch im Jahr zuvor (1966) bei ihm die Techniken dazu studiert hatte, in Südafrika, wo weniger strenge Regeln für die Transplantation existierten, zuvorkam. Wie Lower später sagte, war dies für ihn zunächst ein Schock, er war dann aber der Einzige, der Barnard auf dem US-amerikanischen Chirurgenkongress, auf dem er  über seine Transplantation vortrug und wo er damals allgemein von den US-amerikanischen Chirurgen geschnitten wurde, nach seinem Vortrag gratulierte. Lauer selbst führte seine erste Transplantation am Menschen 1968 an einem 54-jährigen Patienten aus, der eine Woche überlebte. Sein nächster Transplantationspatient, ein 43-jähriger ebenfalls 1968, überlebte sechseinhalb Jahre, und bis zu seiner Pensionierung führte er insgesamt 393 Transplantationen aus. Unterbrochen wurde diese Karriere, als er 1968 von den Hinterbliebenen eines gehirntoten Organspenders in Virginia, die nicht rechtzeitig um Einwilligung gebeten werden konnten, verklagt wurde. Der Prozess wurde 1972 für ihn entschieden, nahm aber bis dahin einen Großteil seiner Zeit in Anspruch und wurde in den Vereinigten Staaten als Musterprozess für derartige Fälle gesehen. In den 1970er Jahren war er mit Shumway einer der wenigen in den Vereinigten Staaten, die Herztransplantationen weiter verfolgten, trotz negativen Medienechos, nach einer Reihe von Misserfolgen hauptsächlich wegen Abstoßungsreaktionen, was sich erst mit der Einführung von Cyclosporin Ende der 1970er Jahre wesentlich besserte.
In den 1990er Jahren hatte er mehrere Jahre eine eigene Ranch mit 300 Rindern, kehrte dann aber noch einmal in die ärztliche Praxis zurück und praktizierte an einem Krankenhaus für ärmere Bevölkerungsschichten in Richmond.
1983 erhielt er den Ernst Jung-Preis.
Er war verheiratet und hatte fünf Kinder.